# Gavran
Gavran è un comune dell'Azerbaigian situato nel distretto di Yardımlı. Conta una popolazione di 584 abitanti.